# Rhagodoca phillipsii
Rhagodoca phillipsii är en spindeldjursart som först beskrevs av Pocock 1896.  Rhagodoca phillipsii ingår i släktet Rhagodoca och familjen Rhagodidae. Inga underarter finns listade i Catalogue of Life.